# Аллалгар
Аллалга́р, Ал-Лалга́р або А-лал-гар — другий додинастичний цар легендарного періоду до Великого потопу.
Другий з двох відомих міфічних царів першого міста-держави стародавнього Шумеру — Еріду, розташованого на півдні давньої Месопотамії, згідно Ніппурського царського списку.
«Після того, як царство було послано з небес, Еріду став (місцем) престолу» і його першим архаїчним царем став Алула, який керував містом 8 куль (28 800 років), після нього правителем міста значиться Аллалгар, який керував містом 10 куль (36 000 років). Два царі правили 18 куль (64 800 років). Еріду був залишений, (і) престол був перенесений у Бад-Тібіру.
Ен-Менлуана правив в Бад-Тібірі 12 куль (43 200 років), після нього правителем міста значиться Ен-Менгалана, який правив 8 куль (28 800 років), а третім і останнім правителем значиться Думузі-рибалка, який правив 10 куль (36 000 років) (цікава обставина, що крім нього точно такі ж року правління царський список приписує ще двом допотопним царям, представникам I Раннього династичного періоду — Ал-Лалгару, другому правителю Еріду і Зіусудре, третього правителя Шуруппака).
Згідно царського списку до всесвітнього потопу в Шумері по черзі правили 9 царів, почергово змінюваних в 5 містах-державах загальною тривалістю правління 277 200 років. Виходячи з того ж списку можна зробити висновок, що всесвітній потоп трапився 12 000 років до н. е., отже, початок правління архаїчного царя Аллалгара слід віднести до 261 тисячоліття до н. е. Прийнято вважати, що роки його правління значно завищені. Згідно з царським списку, два царя правили 18 куль (64 800 років). Місто Еріду було залишено, і престол був перенесений в Бад-Тібіру зі зведенням на трон нового міфічного царя Ен-Менлуану.